# Delta Pictoris
Delta Pictoris (δ Pic, δ Pictoris) é uma estrela binária na constelação de Pictor. Com base em sua paralaxe, está localizada a aproximadamente 1 300 anos-luz (400 parsecs) da Terra.
O sistema Delta Pictoris é composto por duas estrelas muito luminosas, uma gigante de classe B (tipo espectral B3 III) e uma estrela de classe O da sequência principal (tipo espectral O9 V). O sistema possui período orbital de 1,673 dias, variando sua magnitude aperente entre 4,65 e 4,9 conforme uma estrela passa na frente da outra, sendo classificado como binária eclipsante do tipo Beta Lyrae.